# Matteo Eustachio Gonella
Matteo Eustachio Gonella (Torino, 20 settembre 1811 – Roma, 15 aprile 1870) è stato un cardinale e arcivescovo cattolico italiano.

## Biografia
Nacque a Torino il 20 settembre 1811.
Papa Pio IX lo elevò al rango di cardinale nel concistoro del 13 marzo 1868.
Morì il 15 aprile 1870 all'età di 58 anni. È sepolto nel Duomo di Viterbo.

## Genealogia episcopale e successione apostolica
La genealogia episcopale è:
- Cardinale Scipione Rebiba
- Cardinale Giulio Antonio Santori
- Cardinale Girolamo Bernerio, O.P.
- Arcivescovo Galeazzo Sanvitale
- Cardinale Ludovico Ludovisi
- Cardinale Luigi Caetani
- Cardinale Ulderico Carpegna
- Cardinale Paluzzo Paluzzi Altieri degli Albertoni
- Papa Benedetto XIII
- Papa Benedetto XIV
- Cardinale Enrico Enriquez
- Arcivescovo Manuel Quintano Bonifaz
- Cardinale Buenaventura Córdoba Espinosa de la Cerda
- Cardinale Giuseppe Maria Doria Pamphilj
- Papa Pio VIII
- Papa Pio IX
- Cardinale Matteo Eustachio Gonella

La successione apostolica è:
- Arcivescovo Walter Herman Jacobus Steins, S.I. (1861)